# بو روبرت برغدال
بو روبرت برغدال (بالإنجليزية: Robert Bowdrie "Bowe" Bergdahl)‏
جندي أمريكي في قوات حفظ السلام الناتو في أفغانستان، وقد تم اسره من قوات طالبان وظهر له شريطا فيديو 

## وصلات خارجية
- Finding Bergdahl سلسلة وثائقية من خمسة أجزاء بعنوان (البحث عن بيرغدال) في مجلة روبرت يونغ بلتون
- Transcript of Bergdahl's Article 32 hearing